# نوردهاشتدت
نوردهاشتدت (به آلمانی: Nordhastedt) یک شهر در آلمان است که در دیمارشن واقع شده‌است. نوردهاشتدت ۲٬۷۶۱ نفر جمعیت دارد.